# Game over

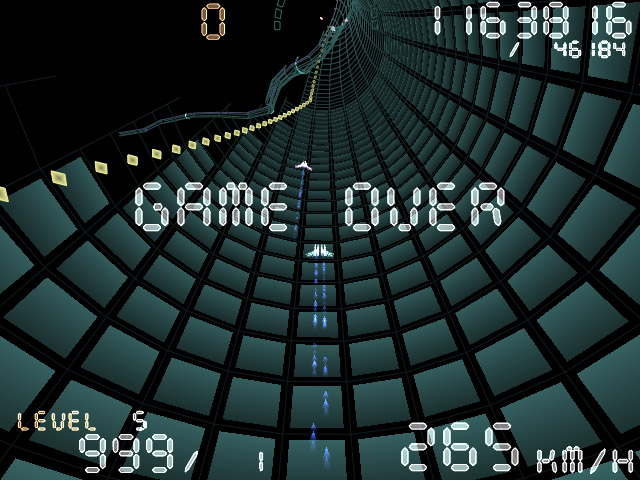
Tela de game over do jogo Torus Trooper.

Game over (em português: fim de jogo) é uma mensagem mostrada em jogos eletrônicos que simboliza perda, derrota, ou falha em um jogo, em geral devido a um resultado negativo tal como a perda de todas as vidas - embora a frase também ocasionalmente acompanhe a pontuação após terminar o jogo com sucesso. A frase passou desde então a ser usada mais amplamente para indicar o fim de um evento na vida real.

## História
A frase já era usada no início da década de 1950 em dispositivos como máquinas de pinball eletromecânicas, que acendiam uma lâmpada incandescente com os dizeres.
Antes do advento dos consoles de jogo e dos computadores pessoais, arcades eram uma plataforma predominante para jogos eletrônicos, que exigiam que usuários depositassem uma ficha ou moeda (tradicionalmente 25 centavos nos Estados Unidos) em uma máquina de arcade para jogar. Jogadores eram dados uma quantidade limitada de vidas (ou tentativas) para avançar pelo jogo, o fim das quais resultaria na exibição da mensagem "game over", indicando que o jogo terminou. A frase também pode acompanhar a mensagem "play again?" ("jogar novamente?"), com um prompt pedindo que o jogador insira mais fichas para evitar que o jogo reinicie, permitindo que o jogador continue a partir do ponto que parou. A mensagem também pode ser vista em alguns jogos de arcade durante o modo de demonstração, até que o jogador deposite uma ficha; depois disso, a mensagem muda para o número de créditos inseridos, acompanhando algo entre as linhas de "press 1 or 2 player start" ("jogador 1 ou 2, pressione start").
Conforme esses jogos foram sendo adaptados para consoles domésticos, as telas de "game over" e "continue?" permaneceram, mas exigindo apenas o pressionar de um botão para continuar; quando a indústria de jogos eletrônicos começou a se distanciar dos arcades para se concentrar apenas em jogos para consoles domésticos, a inclusão de tais telas deixou de ser necessária por não oferecer nenhum benefício financeiro. No entanto, o conceito de fim de jogo permaneceu incluído nessa forma de entretenimento como um elemento de risco: um jogador que não conseguir atingir o objetivo do jogo (repetidamente ou não) irá se deparar com uma tela indicando seu fracasso e será forçado a começar de novo ou a partir de um estado anterior.
Com o desenvolvimento do sistema de salvar o progresso do jogador (complementado pelo menos popular sistema de senhas, hoje considerado arcaico), a mensagem de fim de jogo passou a ser menos comum pois jogadores agora têm a chance de voltar a um estado salvo anteriormente, armazenado na memória deliberadamente pelo jogador ou automaticamente ao se alcançar um ponto de confirmação (um checkpoint). A maioria dos jogos modernos não tecnicamente "acabam" até que sejam devidamente completados, e, embora as telas de "game over" permaneçam presentes de uma forma ou de outra, é incomum que elas representem um retorno forçado para o começo do jogo. Jogos roguelike são uma exceção comum à regra; permadeath ("morte permanente") é um elemento recorrente do gênero.
O "game over" passou por variações no decorrer da história. Por exemplo, no jogo Little King's Story, a morte do personagem faz com que a mensagem "life over" ("fim da vida") apareça. Outros exemplos incluem Catherine, que exibe a mensagem "love is over" ("o amor acabou"), e Nights into Dreams..., que mostra "night over" ("a noite acabou"). Telas que aparecem em pontos equivalentes em outros jogos também são consideradas de modo geral telas de "game over", mesmo se a mensagem exibida seja completamente diferente (tais como "you are dead" em Resident Evil, God of War, e Total Distortion, entre outros; "good night" em Klonoa: Door to Phantomile e suas sequências; e em Luigi's Mansion e sua sequência, Dark Moon). Algumas variações do 'game over" usam referências literárias como é o caso do “abandon all hope” (“abandonai toda a esperança”) em Devil May Cry 4, e Dante's Inferno que usa uma citação do livro de mesmo nome toda vez que o jogador morre. Rule of Rose usa um pequeno poema sobre uma pequena princesa que acaba morrendo, começando com as palavras "little princess, little princess, precious little princess..." ("princesinha, princesinha, preciosa princesinha..."), terminando com "and everyone lived happily ever after. END" ("e todos viveram felizes para sempre. FIM"). Em Super Street Fighter 2, o retrato do personagem derrotado para de se mover e se desfaz em cinzas. Em The Terminator, se Kyle Reese é morto, uma tela de fim de jogo aparece dizendo "Kyle Reese terminated" ("Kyle Reese exterminado"). Em Fatal Fury 3, a tela de fim de jogo mostra o personagem derrotado deitado no chão.

## Fora do contexto de jogos eletrônicos
A frase é usada ocasionalmente para indicar o fim de um argumento ou processo na vida real. Em janeiro de 2011, manifestantes em vários países do Norte da África e do Oriente Médio usaram o slogan "game over" em faixas para expressar seus sentimentos contra o governo.
"Game over" também é usado ocasionalmente para indicar concessão à derrota, como no filme Aliens onde um dos protagonistas, William Hudson (Bill Paxton), exclama "game over, man!" depois que a nave que deveria resgatá-los é abatida. O uso da frase pelo personagem foi incluído de forma reduzida no jogo Alien 3 para SNES, apesar de o personagem Hudson não aparecer nesse filme. Problemas com direitos autorais não permitiram que o áudio original do filme Aliens fosse usado, e uma gravação em áudio teve que ser feita por Paxton especificamente para o jogo. A linha do "game over" não estava no script de Aliens, mas foi improvisada por Paxton.
A frase também é usada em vários filmes da série Jogos Mortais, aludindo à tendência do antagonista em referir às suas armadilhas como "jogos".
De forma lúdica, a frase Game over é utilizada em imagens caricatas estampadas, principalmente, em camisetas e canecas, juntamente com uma figura de um homem e uma mulher se casando, simbolizando o "fim de jogo" para o homem.